# Recreativo do Libolo
Recreativo do Libolo is een Angolese voetbalclub uit Libolo. De club werd opgericht in 1942 en speelt in de Girabola. 
De club werd in 2011 voor het eerst landskampioen en won in 2012 voor het eerst de nationale beker. 

## Erelijst
Landskampioen
in 2011, 2012, 2014
Beker van Angola
winnaar in 2012